# Kazernes La Part-Dieu

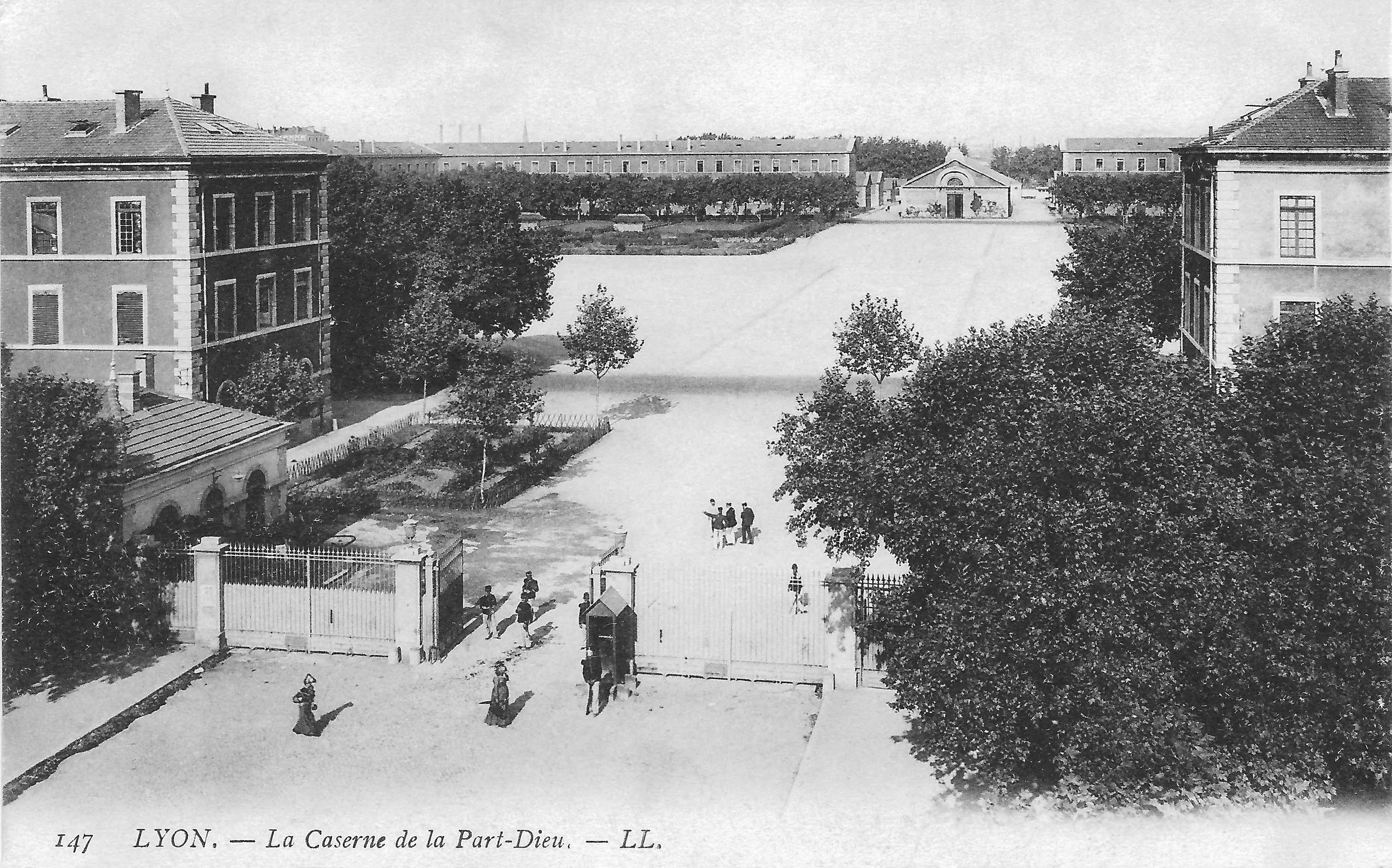
Kazernes La Part-Dieu in Lyon

De kazernes La Part-Dieu vormden een militair complex van 22 ha in de stad Lyon (Frankrijk) van 1844 tot 1968. Het was het militair hoofdkwartier van het Franse leger in Lyon. De kazernes verdwenen om plaats te maken voor de nieuwe urbanisatieplannen tijdens de jaren 1960 voor de wijk La Part-Dieu.

## Historiek
Onder het ancien régime bevond zich in deze wijk van de stad een uitgestrekt landbouwgebied. Het behoorde toe aan de Hospice Civile of Burgerlijk gasthuis van de stad. Van 1831 tot 1840 bouwde de stad er een klein bastion ter verdediging; de landbouwfunctie ging verloren. De wijk in het 3e arrondissement van Lyon kreeg de naam La Part-Dieu.
In 1844 verwierf het militair commando van Lyon een terrein van 22 ha uit dit voormalig landbouwgebied. Zij bouwde er een kazerne op voor artillerie. Er verrezen rondom een groot plein van 125 m lengte vier gebouwen. In 1854 meende maarschalk Boniface de Castellane (1788-1862), militair commandant van Lyon, dat er minder artillerie moest ondergebracht worden. Op zijn aansturen kwam er naast artillerie ook veel cavalerie. Ondanks het vertrek van artillerie-eenheden werden er toch nog kazernegebouwen bijgebouwd. Aan de zuidkant van het domein kwam namelijk een langwerpig gebouw met paardenstallen. Het kazernecomplex was nu op haar grootst; het kreeg de naam Quartier Margaron. Naast de bestaande eenheden kwamen, op het einde van de 19e eeuw, regimenten kurassiers erbij, alsook huzaren en jagers te paard. Voor de aanvoer van wapens werd een spoorlijn langs het militair domein aangelegd. 
Bij de overgave van Frankrijk in de Tweede Wereldoorlog bleven er enkel nog kurassiers over (1940-1942); de Duitsers verjoegen ook dezen en verbleven er van 1942-1944.
Na de Tweede Wereldoorlog geraakten de gebouwen niet meer volledig bemand met regimenten. Tijdelijk huisden de  Gendarmerie Nationale en het Vreemdelingenlegioen er nog. In 1960 kocht de stad alle kazernes en verdwenen de militairen. De laatste militair verliet La Part-Dieu in 1968. 
De stad liet de gebouwen afbreken, te beginnen met de paardenstallen, die enige historische waarde hadden. Er verrees een shopping centrum, boulevards en een zakencentrum.